# 第24機械化旅 (烏克蘭)
第 24 丹尼尔国王独立機械化旅（烏克蘭語：24-та окре́ма механізо́вана брига́да і́мені короля́ Данила́，縮寫為 ）是烏克蘭陸軍的部隊，駐紮在烏克蘭西部的亞沃里夫。
第 24 機械化旅是烏克蘭陸軍中歷史最悠久的旅。它最初成立於 1918 年俄國內戰期間，名為第 1 辛比爾斯克步兵師。 隨後，部隊更名為第 24 步兵師，並參與了冬季戰爭和第二次世界大戰。可是，第 24 步兵師曾在巴巴羅薩行動中被徹底摧毀。
部隊進行重建後，該師的第二編隊全部兵員皆為新兵。但仍能在在 1943 年底的日托米爾-別爾季切夫反擊戰 中的行動表現優異，獲得了 別爾季切夫 稱號，並被授予 1944 年初第一編隊的戰旗，以示部隊的承傳。
第 24 步兵師在1957年成為摩托化步兵師，全名為第 24 薩馬羅-烏里揚諾夫斯克摩托化步兵師。在紅軍時期，該旅獲授的榮譽和勳章有：別爾德奇夫斯卡，鐵十月革命勳章，三次紅旗勳章，蘇沃洛夫勳章和波格丹·赫梅利尼茨基勳章。1992年蘇聯解體後，第 24 步兵師被烏克蘭接管，成為第 24 機械化師。 在2003年，該師縮編為一個旅。
第 24 機械化旅在 2014 年參與頓巴斯戰爭，是該旅近 70 年來的第一次戰鬥。在蘇聯解體後，該旅在蘇聯時期獲得榮譽和勳章逐漸被移除，取而代之的是在頓巴斯戰爭開始後授與的榮譽國王丹尼爾 加利西亞。

## 歷史

### 創建和早戰時期
該師於 1918 年 7 月 26 日根據革命軍事委員會的命令由志願團體組建，名為第 1 辛比爾斯克步兵師。 在1918年11月更名為第 24 辛比爾斯克步兵師。在俄國內戰期間，該師參與了伏爾加、南烏拉爾山脈、波利西亞和沃里尼亞地區的戰役。 與此同時，該師的其中一位團長更是未來的紅軍將領馬克西姆·阿列克謝耶維奇·普爾卡耶夫。
在1922年，第 24 辛比爾斯克步兵師改名為第 24 薩馬羅-辛比爾斯克鋼鐵步槍師。在1924年再次更名為第 24 薩馬羅-烏里揚諾夫斯克鋼鐵步兵師。 在1939年至1940年的俄芬戰爭期間，該師在卡累利阿地峽上的曼納海姆防線的突破中表現出色。

### 蘇聯紅軍

#### 第二次世界大戰
第 24 步兵師從1941年德國入侵蘇聯後的第一天起就參與了戰鬥。當德軍抵達利迪地區時，該師的參謀人員表現出了群眾英雄主義，帶領軍民頑抗敵軍。 它還參加了基輔防禦戰役，並作為第 21 集團軍和第 13 集團軍的一部分，參與了白俄羅斯激烈的防禦戰。
在明斯克戰役後，第 24 步兵師被德軍包圍消滅，並於1941年12月27日因師旗遺失而被解散。據報該師的政委 A. V. Barbashev 在該師試圖衝出德軍包圍圈時拿著這面旗幟。 Barbashev 於 1941 年 8 月 6 日在安尤蒂諾 (Anyutino)村莫吉廖夫州切雷考斯基區附近去世。隨後當地農民 D.N. Tyapin 在一名軍官的屍體上發現了該師的旗幟。 他將屍體和旗幟埋在當地的墓地。
其後，紅軍在清理安尤蒂諾村時，發現了師旗並把它帶出墓地進行修復。1944年2月20日，在授旗儀式儀式上，修復後的旗幟被莊嚴地移交給第 24 步兵師（第 2 編隊）。 由於D.N. Tyapin幫忙尋找到師旗，他的名字被永遠地列在該師一個團第 1 連的名冊上。

##### 重建
在1942年1月7日，第 24 步兵師進行了重建，重編為第 412 步兵師。該師於1941年12月在基洛夫州組建，隸屬於阿爾漢格爾斯克軍區，由第 48 預備役步兵旅組建。第 412 步兵師包括第 1355、第 1357 和第 1358 步兵團，以及第 1022 砲兵團和第 910 獨立通訊營以及其他較小的部隊。 它被遷移到沃洛格達州西南部，並和來自第 29 預備步兵旅和第 385 榴彈砲砲兵團的人員與來自阿爾漢格爾斯克軍區的其他人員組成了新的部隊，重編為第 24 步兵師。儘管復用了鋼鐵師的稱號，但新師並沒有繼承鋼鐵師的傳統。
在後來的衛國戰爭期間，該師曾隸屬於西部、加里寧、斯大林格勒、頓河及西南方面軍。在1945年，該師是烏克蘭第 4 方面軍第 18 集團軍的一個師。
第 24 步兵師參與了斯大林格勒戰役、頓巴斯反擊戰、烏克蘭左岸反擊戰、日托米爾-別爾季切夫攻勢、卡梅涅茨-波杜爾斯基包圍戰、利維夫-桑多梅日攻勢、東喀爾巴阡、西喀爾巴阡、摩拉維亞-俄斯特拉發和布拉格攻勢等軍事行動。
第 24 步兵師最後於1945年6月24日在距離布拉格100公里外戰鬥。結束後，該師回到莫斯科並由的最後一個排的克柳耶夫 (Klyuyev) 上尉率領，參與了1945年莫斯科勝利大閱兵。
但
在1945年7月10日，原本第 24 步兵師的兵員被解散，並由第 294 步兵師取代其師編號，成為第 24 步兵師（第3編隊）。

#### 冷戰時期
在1957年，第 24 步兵師改稱為第 24 摩托化步兵師，曾駐紮在亞沃里夫、利沃夫州、喀爾巴阡軍區(直至蘇聯解體)。在1968年2月21日，第 24 摩托化步兵師被授予十月革命勳章。在1982 年，紅軍曾計劃把該師與第 5 近衛師和第 48 近衛師（在白俄羅斯和外貝加爾）組成一個新集團軍，但計劃最終被取消。該師後來被用作測試新設備。 

### 烏克蘭陸軍
蘇聯解體後，第 24 摩托化步兵師成為烏克蘭陸軍的部隊。在2001年4月19日，根據列昂尼德·庫契馬發布的 N 268/2001 法令，該師被授予 哈利奇的丹尼爾 稱號。在2003年，該師被重新命名為第 24 機械化旅。
第 24 機械化旅在 2014 年和 2015 年參與了頓巴斯戰爭。在2014 年 9 月，據報該旅的士兵在遭受重大損失後放棄了他們的陣地。在2015 年 11 月 18 日，該旅的全稱被縮短，並移除了蘇聯的勳章和榮譽，名為第 24 別爾季切夫鋼鐵機械化旅“加利西亞的丹尼爾王子”。在2017年8月23日，該旅移除了剩餘的蘇聯時期頭銜。自此，第 24 機械化旅名譽只有烏克蘭授予的"加利西亞國王丹尼爾"。
在2016年2月，第 24 機械化旅第 1 營的官兵在利沃夫接受美國、加拿大、立陶宛教官的訓練。
在2018年，該旅再次參與頓巴斯的戰事，駐紮在霍爾利夫卡附近的前線。
截至2019年12月，該旅共有152名士兵在頓巴斯戰爭中陣亡。

#### 2022年俄羅斯入侵烏克蘭
自俄羅斯開始入侵烏克蘭以來，第 24 機械化旅參與了與俄羅斯軍隊、瓦格納集團以及頓涅茨克人民共和國和盧甘斯克人民共和國分裂分子的多次交戰，例如利西昌斯克戰役和頓巴斯戰役。

## 戰鬥序列

### 俄芬戰爭
- 第 7 步兵團
- 第 168 步兵團
- 第 274 步兵團
- 第 246 近衛砲兵團
- 第 160 偵察營
- 第 315 獨立裝甲營

### 蘇聯晚期~1988年
- 第 181 坦克團[7]
- 第 7 摩托化步兵團（利沃夫）
- 第 310 摩托化步兵兵團
- 第 274 摩托化步兵團
- 第 849 自行火砲團
- 第 257 近衛防空火炮團

### 2000年
- 第 181 獨立裝甲團
- 第 7 機械化團
- 第 274 機械化團
- 第 310 機械化團
- 第 56 信號營
- 第 29 獨立偵察營
- 第 30 化學營
- 第 306 工兵營
- 第 849 砲兵團
- 第 396 戰鬥勤務支援營

### 2017年
- 總部及總司令部，位於亞沃里夫
- 第一機械化營
- 第 2 機械化營
- 第 3 機械化營
- 坦克營
- 旅砲兵群
  - 總部和目標收購連
  - 自走火砲營（2S3「相思」自走砲）
  - 自走火砲營（2S1 Gvozdika 自走砲）
  - 火箭砲兵營 (BM-21火箭炮)
  - 反坦克砲兵營（T-12反坦克炮）
- 防空導彈砲兵營
- 工兵營
- 維修營
- 後勤營
- 偵察連
- 狙擊連
- 電子作戰連
- 信號連
- 雷達連
- CBRN 防禦連
- 醫療連
- 旅樂隊

## 傳統

### 徽章
在2017年，第 24 機械化旅制定新的徽章和座右銘：“Milites Regum”（拉丁語翻譯為“國王的步兵”）。座右銘之所以選擇拉丁文，因為拉丁文是紋章學的經典語言，也與丹尼爾國王的生平有關，因為他的加冕典禮是按照天主教在多羅霍金舉行的加冕儀式舉行的。在2017年11月10日，新的旅徽章正式發布。徽章是一面為紅色、另一面為綠色的盾牌，盾中央印有獅子（該旅的主要標誌）。

### 非官方軍歌
2014年10月， The Vyo主唱邁羅斯拉夫·庫瓦爾丁 (Myroslav Kuvaldin) 和其他志願者訪問了盧甘斯克地區，並與該旅的士兵交談。這次訪問後，庫瓦爾丁決定為該旅寫一首非正式的軍歌。

### 博物館
喀爾巴阡軍區部隊歷史博物館（烏克蘭語：Музей історії військ Прикарпатського військового округу）是利沃夫的一座軍事歷史博物館，記述了蘇聯時代喀爾巴阡軍區的歷史，位於烏克蘭境內的斯特里伊斯卡 (Stryjska) 街(第 24 機械化旅第 7 團的管轄範圍)。博物館於1965年5月7日在衞國戰爭勝利紀念日前夕開館。但在1995年，博物館因維修經費不足，州政府決定將其出售。在1999年，那裡計劃興建一座多層酒店。應利沃夫市議會成員的要求，彼得·舒利亞克 (Petro Shulyak) 中將決定在施工結束後將前博物館的資金轉移到鋼鐵師博物館。

### 榮譽和獎項
|  |  |  |  |

- 1918年-榮獲最高蘇維埃榮譽旗幟
- 1918年9月28日榮獲革命紅旗
- 1920年12月13日被授予榮譽稱號“薩馬拉”
- 1921年10月25日被授予“鋼鐵”榮譽稱號
- 1928年榮獲革命紅旗
- 1933年2月1日獲得紅旗勳章
- 1940年4月11日獲得紅旗勳章（因為冬季戰爭的行動）
- 1944年1月獲得“別爾季切夫”的榮譽稱號
- 1944年獲得二級蘇沃洛夫勳章（因為切爾諾夫策市的戰鬥）
- 1944年獲得二級博赫丹·赫梅利尼茨基勳章（因為在喀爾巴阡山脈山麓的戰鬥）
- 1967年10月5日，獲得紅旗勳章[1]
- 1978 年獲得十月革命勳章[1]
- 2001年5月19日，授予加利西亞的丹尼爾稱號。
- 2017 年 8 月 23 日，授予加利西亞的國王丹尼爾稱號。[23]
- 2022 年 5 月 6 日，獲得榮譽表彰“勇氣和勇敢”[24]

### 人員個人榮譽
- 該師有 17 名士兵被授予蘇聯英雄金星勳章。
- 該師約有9,000名士兵因在第二次世界大戰中為國家服務的英勇個人表現而獲得蘇聯國家獎章和獎章

## 名人
部隊的名人包括：
- 蘇聯最高蘇維埃民族院主席尼古拉·什維爾尼克
- 蘇聯元帥伊萬·科涅夫
- 陸軍上將6名，二級司令員2名，大校11名，中尉25名，少校68名。
- 前俄羅斯國防部長伊戈爾·羅季奧諾夫(蘇聯時期曾擔任第 24 摩托化步兵師的士兵)
- 叛逃者(在1978年偷渡到英國)弗拉基米爾·波格丹諾維奇·雷岑

## 指揮官
- 海克·布日斯基安 (Hayk Bzhiskyan) - 1918年7月27日 – 11月20日[1]
- 巴甫洛夫斯基 (Pavlovskiy V. I.) - 1918年11月20日 - 1919年2月2日
- 維林森 (Vilymson E. F.) - 1919年2月2日 - 4月25日
- 莫雷托夫 (Myretov M. V.) - 1919年4月25日 - 30日
- 巴甫洛夫斯基 (Pavlovskiy V. I.) - 1919年4月30日 - 1920年7月21日
- 莫雷托夫 (Myretov M. V.) - 1920年7月21日 – 1921年1月11日
- 瓦西里耶夫 (Vasiliev) 上校 - 1938年1月 -
- 菲利普阿利亞布舍夫 (Filipp Alyabushev) 少校 - 1936年8月至12月[25][26]
- 彼得·葉夫根尼耶維奇·維謝夫 (Pyotr Yevgenyevich Veshchev) 少將 - 1938年6月 - 1939年12月6日 (KIA) [27]
- 庫茲馬·加利茨基 ( Kuzma Galitsky ) 少將 - 1939年12月23日 – 1941年7月[28]加利茨基的撤職命令日期為 1941 年 12 月 26 日，但他还有擔任其他職位直自7月。[29]
- 特倫蒂·巴薩諾夫 (Terenty Batsanov) 少將 - 1941年7月15日 - 9月20日 [30][31]
- 費多爾·亞歷山德羅維奇·普羅霍羅夫 (Fedor Alexandrovich Prohorov) 少將 - 1942年1月1日 – 1945年5月11日
- 米凱洛·庫特森 （Mykhailo Kutsyn）少將 - 1996年–1999年
- 弗拉基米爾·基西廖夫 （Volodymyr Kysilyov） 上校 - 1999年–2001年
- 伊霍爾·奧斯塔彭科 （Ihor Ostapenko） 少將 - 2002年–2004年
- 奧列克西·熱列茲尼克 （Oleksiy Zheleznyk）中校 - 2004年–2005年
- 倫達爾·卡拉哈利勒 （Lendar Kharakhalil） 中校 - 2007年7月12日
- 弗拉基米爾·特魯諾夫斯基 （Volodymyr Trunovskyi） 上校  - 2007年7月12日 – 2010年
- 亞歷山大·帕夫柳克 （Oleksandr Pavliu看） 上校 - 2010年–2015年
- 阿納托利·舍甫琴科 （Anatoliy Shevchenko） 上校 - 2015年2月 – 2017年8月
- 瓦列里胡茲 （Valeriy Hudz） 上校 - 2017年12月 - 2020年8月[32]
- 謝爾希·波斯圖帕爾斯基 (Serhiy Postupalsky) 上校 - 2020年10月- 2022年3月
- 羅曼·馬馬夫科 (Roman Mamavko) 上校 - 2022年3月 - 现在

### 引用
1. 1 2 3 4  . June 18, 2009. （原始内容存档于18 June 2009）.
2. ↑  （烏克蘭語） 0 troops from Lviv killed near Slavic - Sekh （页面存档备份，存于）, Ukrayinska Pravda (19 June 2014)
3. ↑  .   [2023-06-21]. （原始内容存档于2022-07-03）.
4. ↑  .   [2023-06-21]. （原始内容存档于2023-06-06）.
5. ↑  .   [2023-06-21]. （原始内容存档于2023-06-07）.
6. ↑  Viktor Suvorov, Inside the Soviet Army, Rear Supplies （页面存档备份，存于）, Hamish Hamilton
7. 1 2  Holm, Michael. . ww2.dk.   [2016-02-09]. （原始内容存档于2023-03-27）.
8. ↑  . Офіційний вебпортал парламенту України.
9. ↑  . tyzhden.ua. 10 October 2014  [2023-06-22]. （原始内容存档于2022-02-28）.
10. ↑   [Ukrainian Presidential Decree No. 646/2015]. Website of the President of Ukraine.   [2016-02-09]. （原始内容存档于20 November 2015）.
11. ↑   [Ukrainian Presidential Decree No. 234/2017]. Website of the President of Ukraine. 23 August 2017  [25 August 2017]. （原始内容存档于2017-08-24） （乌克兰语）.
12. ↑   [In Lviv NATO instructors teach Ukrainian soldiers to confront the aggressor]. mil.gov.ua. 8 February 2016  [9 February 2016]. （原始内容存档于9 February 2016） （乌克兰语）.
13. ↑  Turchynov declares escalation of tensions in Donbas conflict zone （页面存档备份，存于）, Interfax-Ukrainian (25 May 2018)
14. ↑  . memorybook.org.ua.   [2023-06-22]. （原始内容存档于2022-10-17）.
15. ↑  .   [2023-06-22]. （原始内容存档于2023-07-01）.
16. ↑  Шрамович, В'ячеслав. . 2017-11-14  [2019-07-30]. （原始内容存档于2019-03-31） （英国英语）.
17. ↑  . Військовий навігатор України. 2017-11-10  [2019-07-30]. （原始内容存档于2019-07-25）.
18. ↑  . ukrmilitary.com. Ukrainian Military Pages. 2017-11-10  [10 November 2017]. （原始内容存档于2017-11-11）.
19. ↑  . October 9, 2014. （原始内容存档于9 October 2014）.
20. ↑  . www.ar25.org.   [2023-06-22]. （原始内容存档于2023-06-22）.
21. ↑  . portal.lviv.ua.   [2020-07-09]. （原始内容存档于2023-06-22） （乌克兰语）.
22. ↑  . www.inst-ukr.lviv.ua.   [2023-06-22]. （原始内容存档于2014-11-29）.
23. ↑   [烏克蘭第 234/2017 號總統令].   [2023-09-18]. （原始内容存档于2013-08-23）.
24. ↑  .   [2023-06-22]. （原始内容存档于2022-07-05）.
25. ↑  . samsv.narod.ru.   [2016-02-09]. （原始内容存档于2023-06-22）.
26. ↑  . generals.dk.   [2016-02-09]. （原始内容存档于2022-10-01）.
27. ↑  . www.warheroes.ru.   [2016-02-09]. （原始内容存档于2012-11-09）.
28. ↑  . www.warheroes.ru.   [2016-02-09].[]
29. ↑  .   [2023-06-22]. （原始内容存档于2009-03-28）.
30. ↑  . zeldiv24.narod.ru.   [2016-02-09]. （原始内容存档于2013-11-05）.
31. ↑  . myfront.in.ua.   [2016-02-09]. （原始内容存档于2017-08-06）.
32. ↑  . Ukrinform. 2022-03-13 （乌克兰语）.